# Melanella columbiana
Melanella columbiana är en snäckart som beskrevs av Bartsch 1917. Melanella columbiana ingår i släktet Melanella och familjen Eulimidae. Inga underarter finns listade i Catalogue of Life.